# 馬爾科·托馬斯

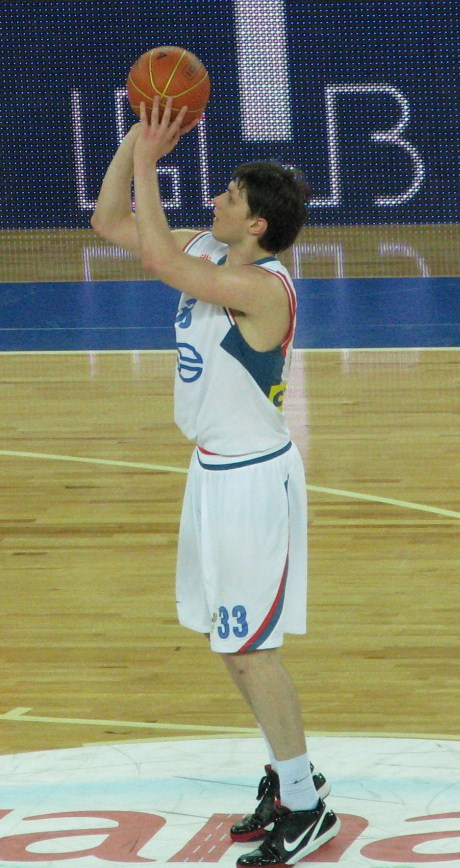
馬爾科·托馬斯

馬爾科·托馬斯（1985年1月3日—），克羅地亞籃球運動員。他現在效力於土耳其籃球聯賽球隊TED Ankara Kolejliler。他也代表克羅地亞國家籃球隊參賽。